# George Dierick
George Camille Elisa Maria Dierick (Koewacht, 23 oktober 1907 - Sluiskil, 5 januari 1983) was akkerbouwer, bierbrouwer en de laatste burgemeester van de Nederlandse gemeenten Overslag (1935-1970) en Koewacht (1938-1970), beide in Zeeuws-Vlaanderen aan de grens met België.

## Leven en werk
Dierick werd in 1907 geboren als zoon van Albert Ferdinand Joseph Marie Dierick (1873-1945) en Irma Maria Josephina Plasschaert (1878-1964), de eigenaars van de bierbrouwerij en limonadehandel "De Drie Gebroeders" (later: Dierick-Plasschaert). Na het overlijden van zijn vader in 1945 werd George met zijn moeder eigenaar van de, in 1950 opgeheven, brouwerij, hierna werd er een vlasfabriekje gevestigd in het pand. Net als zijn vader, grootvader en overgrootvader, allen ook brouwers, werd hij burgemeester van Koewacht. Toen hij zijn vader op 16 juni 1938 in deze functie opvolgde was hij al drie jaar eerder - op 20 maart 1935 - benoemd tot burgemeester van Overslag. Hij combineerde vanaf 1938 beide functies. 
Tijdens de Duitse bezetting in de Tweede Wereldoorlog werd Dierick bij besluit d.d. 7 januari 1944 van de commissaris-generaal voor bestuur en justitie (Friedrich Wimmer) samen met twaalf collega's met onmiddellijke ingang ontslagen als burgemeester. Hij werd in Koewacht enkele maanden vervangen door een burgemeester uit de NSB, Eduardus Franciscus IJsebaert. Na de bevrijding van Koewacht door het Poolse leger op 16 september 1944, werd Dierick nog in hetzelfde jaar in zijn ambt hersteld als burgemeester.
Dierick zou ook de laatste burgemeester van deze gemeenten zijn. Hij vervulde zijn burgemeestersfunctie tot 1 april 1970, toen de gemeenten Overslag en Koewacht werden opgeheven en deel werden van de gemeente Axel. Ongeveer een week daarvoor had hij in Overslag zijn 35-jarig burgemeesterschap van die gemeente gevierd.
Dierick trouwde op 18 augustus 1938 in Sas van Gent met Hilda Sijlvia van Acker. Hij overleed in januari 1983 op 75-jarige leeftijd in Sluiskil.
Dierick woonde zijn gehele leven op Het Zand in Koewacht, waar ook de brouwerij gevestigd was.
In Koewacht is de Burgemeester Diericklaan genoemd naar de leden van dit burgemeestersgeslacht.